# Dryobotodes distans
Dryobotodes distans là một loài bướm đêm trong họ Noctuidae.